# Младший брат (фильм, 2024)
«Младший брат» (англ. Dìdi; кит. 弟弟, что буквально переводится как «Младший брат») — американская комедийная драма 2024 года о взрослении, снятая режиссёром-дебютантом Шоном Ваном. В главных ролях Айзек Ван и Джоан Чэнь. Продюсерами и исполнительными продюсерами выступили Карлос Лопес Эстрада, Джош Питерс и Крис Коламбус под своими лейблами AntiGravity Academy, Spark Features и Maiden Voyage Pictures соответственно. Фильм рассказывает о Крисе, восьмикласснике тайваньского происхождения, который на заре эпохи социальных сетей использует Интернет для побега от своего безрадостного детства и перегруженной матери. Однако, Интернет также усиливает его внутренние расовые предрассудки и чувство собственной неполноценности.
Мировая премьера фильма состоялась 19 января 2024 года на 40-м кинофестивале «Сандэнс», где он получил приз зрительских симпатий и специальный приз жюри за актёрский ансамбль. В США фильм вышел в прокат 26 июля 2024 года при поддержке Focus Features. Он получил положительные отзывы и был назван одним из десяти лучших независимых фильмов 2024 года Национальным советом кинокритиков США.

## Сюжет
Летом 2008 года 13-летний Крис Ван (часто называемый Ди Ди) живёт в районе среднего класса в Фримонте, Калифорния, со своей матерью-иммигранткой из Тайваня Чунсинг, её требовательной свекровью Нэй Нэй и старшей сестрой Вивиан. Крис редко видится со своим отцом, который переехал в Тайвань на работу и поддерживает семью в Америке денежными переводами. Крис постоянно ссорится с Вивиан, которая скоро уезжает в Калифорнийский университет в Сан-Диего. Он не пользуется популярностью в школе и снимает глупые видеоролики на YouTube с лучшими друзьями Фахадом и Супом, которые включают в себя много юношеского юмора.
Поведение Криса и его чувство неполноценности начинают влиять на его отношения. Крис использует AIM и Facebook, чтобы подружиться со своей возлюбленной Мэди, полу-азиаткой. Во время их свидания она признаётся в расовых предрассудках и говорит Крису, что он привлекателен «для азиата». Она пытается инициировать сексуальный контакт, но Крис слишком нервничает, чтобы продолжить. Хотя Мэди пытается связаться с ним после инцидента, он слишком смущён, чтобы говорить с ней, и блокирует её в AIM. Во время групповой встречи с Фахадом Крис вызывает отвращение у девушки Фахада, случайно произнося мизогинную шутку и непристойно описывая, как они с Фахадом однажды развлекались с мёртвой белкой. Фахад решает отдалиться от Криса, чтобы его девушка не поняла, что чувство юмора Фахада столь же незрелое. Когда Фахад понижает его в списке «восьми лучших друзей» на MySpace, Крис опустошён.
Крис начинает понимать, что его мать испытывает сильный стресс. Чунсинг и Крис ужинают с другой матерью тайваньского происхождения и её сыном Максом. Мать заставляет Чунсинг стыдиться того, что Вивиан не поступила в Калифорнийский университет в Лос-Анджелесе. Чунсинг критикует успеваемость Криса в присутствии Макса, надеясь, что унижение мотивирует его учиться усерднее. По совету матери Чунсинг отправляет Криса на подготовительные курсы, где друг Макса, Джош, безжалостно издевается над ним. Кроме того, хотя Нэй Нэй относится к Крису тепло и по-матерински, она резко критикует методы воспитания Чунсинг и негативно сравнивает её с её отсутствующим сыном. Крис подслушивает, как Чунсинг теряет самообладание и угрожает отправить Нэй Нэй обратно в Тайвань. В конце концов, Чунсинг разочаровывается, когда местная художественная выставка отклоняет её работу.
Крис видит возможность стать крутым, когда трое старших скейтбордистов приглашают его снимать для них видеоролики. Всё ещё страдая от комментария Мэди о том, что он милый «для азиата», он говорит скейтбордистам (которые являются белыми и афроамериканцами), что он наполовину азиат. Они приглашают его на вечеринку, где он пробует алкоголь и марихуану; когда ему становится плохо, Вивиан покрывает его. Он мирится с Вивиан перед её отъездом в университет. Скейтбордисты приходят к Крису домой и обнаруживают, что его видеоматериал непригоден. Чунсинг, не зная о лжи Криса, приветствует скейтбордистов и сообщает им, что Крис не наполовину азиат. Крис сердито ругает свою мать, чтобы она ушла. Другие мальчики шокированы тем, как Крис грубо обращается с матерью, и уходят с неодобрением.
В подготовительной школе Крис бьёт Джоша после того, как тот издевается над ним за неудачное свидание с Мэди, и его чуть не исключают. В машине по дороге домой Крис кричит на Чунсинг, называя её неудачливой художницей, которая не приносит пользы семье. Чунсинг с горечью отвечает, что Крис позорит семью и что она могла бы стать успешной художницей, если бы Вивиан и Крис никогда не родились. Крис сбегает из дома на ночь. Когда Крис возвращается домой, Чунсинг мирится с ним, рассказывая, как Вивиан тоже сбегала из дома, когда ей было 14, и что, как бы ей ни нравилось рисовать, её дети — это её настоящая мечта.
В первый день в старшей школе Крис пытается помириться с Мэди после нескольких месяцев игнорирования её. Она отвергает его, ссылаясь на то, что он избил её друга Джоша. Он присоединяется к клубу изобразительных искусств, и Фахад кивает Крису, когда тот приветствует его. Чунсинг забирает Криса из школы, и он рассказывает ей о своём дне.

## Актёрский состав
| Актёр           | Роль                        |
| --------------- | --------------------------- |
| Айзек Ван       | Крис Ванг                   |
| Джоан Чэнь      | Чунсинг Ванг Мать Криса     |
| Ширли Чен       | Вивиен Ванг Сестра Криса    |
| Чанг Ли Хуа     | Нэй Нэй Бабушка Криса       |
| Махэйла Пак     | Мэди Любовный интерес Криса |
| Рауль Дайал     | Фахад Махмуд                |
| Аарон Чан       | Джими «Суп» Ким             |
| Хирон Денк      | Донован                     |
| Сунил Маурильо  | Кори                        |
| Монтей Босман   | Наггет                      |
| Алиша Сайед     | Джейд                       |
| Алайсия Симмонс | Элли                        |
| Джорджи Август  | Джорджия                    |
| Джейден Чианг   | Макс                        |
| Джозайя Лагоной | Джош                        |
| Спайк Джонз     | Мёртвая белка озвучивание   |
| Шэн Ван         | Мёртвая рыба озвучивание    |
| Стефани Сюй     | Инструктор по поцелуям      |

## Производства
Основные съёмки проходили в июле 2023 года во Фримонте, штат Калифорния. В фильме снимались в основном начинающие актёры из района залива Сан-Франциско. Ранее фильм был отобран для участия в Лаборатории сценаристов и режиссеров Института Сандэнс в 2023 году и гранте SFFILM Rainin в 2022 году.

### Музыка
Музыку к фильму написал Джозуэ Греко, который также создавал музыку для короткометражного фильма Вана «Бабушка и бабуля» 2023 года. Саундтрек был выпущен в цифровом формате 26 июля 2024 года на лейбле Back Lot Music, а на виниле пять дней спустя на лейбле Mondo. В фильм также вошло несколько песен 2000-х годов.; музыкальный руководитель Токо Нагата опирался на поп-панк и хип-хоп музыку, которые были популярны в тот период времени. Нагата получил разрешение от Future Islands на использование одного из их альбомов, но Ван наложил вето, поскольку его включение было бы анахронизмом в фильме середины 2008 года. В фильме в качестве мелодии звонка использована песня «Touchdown Turnaround (Don’t Give Up on Me)» группы Hellogoodbye. В качестве саундтрека к фильму Motion City написали «Stop Talking», свою первую новую песню за более чем десятилетие, для заключительных титров фильма; они связались после публикации Ванга в Instagram об их выступлении на фестивале «Когда мы были молодыми». Сингл был выпущен в цифровом формате 8 августа 2024 года, а также на 7-дюймовом виниле; музыкальное видео к нему также было снято режиссером Вангом, и в нем приняли участие актеры из «Младшего брата», снимающие видео на видеокамеру для YouTube.
Слова и музыка всех песен — Giosuè Greco.
| №                   | Название                   | Длительность |
| ------------------- | -------------------------- | ------------ |
| 1.                  | «Skating Tricks»           | 0:57         |
| 2.                  | «Camo Shorts»              | 1:01         |
| 3.                  | «Nai Nai Is Beautiful»     | 1:12         |
| 4.                  | «Not Like Most Guys <3»    | 2:30         |
| 5.                  | «Counting the Day»         | 0:37         |
| 6.                  | «Yes, Delete»              | 0:42         |
| 7.                  | «Stolen Texts»             | 0:39         |
| 8.                  | «What's on Your Mind?»     | 0:43         |
| 9.                  | «The Squirrel Story»       | 1:07         |
| 10.                 | «Only Room for One More»   | 0:37         |
| 11.                 | «Have Fun in College»      | 1:16         |
| 12.                 | «I'm Your Friend»          | 0:48         |
| 13.                 | «Running Away from Home»   | 2:01         |
| 14.                 | «First Day of High School» | 1:40         |
| 15.                 | «Dìdi»                     | 2:37         |
| Общая длительность: | Общая длительность:        | 18:36        |

## Выпуск
Мировая премьера фильма состоялась на 40-м кинофестивале «Сандэнс» 19 января 2024 года. Через несколько дней компания Focus Features приобрела права на прокат фильма. 12 марта 2024 года фильм был показан на фестивале South by Southwest, а 19 апреля 2024 года состоялась его международная премьера на Пекинском международном кинофестивале. 9 июня 2024 года фильм завершил 11-й выпуск кинофестиваля Sundance London. Ограниченный прокат в США начался 26 июля 2024 года, а широкий релиз — 16 августа 2024 года.

### Домашние медиа
Фильм был доступен для премиального цифрового проката и продажи с 3 сентября 2024 года, а 29 октября 2024 года вышел на Blu-ray.

## Реакция и принятие

### Реакция критиков
На сайте-агрегаторе отзывов Rotten Tomatoes 96 % из 122 рецензий критиков положительные, со средней оценкой 7,9/10. Консенсус сайта гласит: «Полуавтобиографическое любовное письмо к подростковым переживаниям, которое также тонко самокритично, „Dìdi“ — это глубоко трогательное личное высказывание сценариста и режиссёра Шона Вана». Metacritic, использующий средневзвешенное значение, присвоил фильму оценку 78 из 100 на основе 37 рецензий критиков, что указывает на «в целом положительные» отзывы.
В своей рецензии для The Guardian Адриан Хортон описал «Dìdi» как «легко один из лучших и самых бесшовным фильмов, которые он видел, о переживаниях взросления в Интернете» и заявил, что у него есть «явный предшественник» в фильме «Восьмой класс» (2018). Боб Монделло из NPR написал, что фильм «имеет много сказать о социальных изменениях и культурной идентичности и в конечном итоге ощущается как его миниатюрный герой — милый, очаровательный, раздражающий, многообещающий».

### Награды и номинации
| Награда                                           | Год  | Категория                                                       | Номинанты                                      | Результат | Ист.          |
| ------------------------------------------------- | ---- | --------------------------------------------------------------- | ---------------------------------------------- | --------- | ------------- |
| Кинофестиваль «Сандэнс»                           | 2024 | Главный приз жюри — Драматический фильм США                     | Младший брат                                   | Номинация | [ 28 ]        |
| Кинофестиваль «Сандэнс»                           | 2024 | Приз зрительских симпатий — Драматический фильм США             | Младший брат                                   | Победа    | [ 28 ]        |
| Кинофестиваль «Сандэнс»                           | 2024 | Специальный приз жюри за лучший ансамбль                        | Айзек Ван, Джоан Чень, Ширли Чен и Чанг Ли Хуа | Победа    | [ 28 ]        |
| South by Southwest                                | 2024 | Приз зрительских симпатий: Фаворит фестиваля                    | Младший брат                                   | Номинация | [ 29 ]        |
| Международный кинофестиваль в Сиэтле              | 2024 | Лучший режиссер                                                 | Шон Ван                                        | 2-е место | [ 30 ]        |
| Международный кинофестиваль в Сиэтле              | 2024 | Главный приз жюри — Лучший художественный фильм                 | Младший брат                                   | Номинация | [ 30 ]        |
| Международный кинофестиваль в Сиэтле              | 2024 | Приз молодежного жюри за лучший художественный фильм Futurewave | Младший брат                                   | Номинация | [ 30 ]        |
| Мюнхенский кинофестиваль                          | 2024 | Приз зрительских симпатий CineKindl                             | Младший брат                                   | Победа    | [ 31 ]        |
| Международный кинофестиваль в Мишкольце           | 2024 | Приз Эмерика Прессбургера (лучший художественный фильм)         | Младший брат                                   | Номинация | [ 32 ]        |
| Праздник кино и телевидения                       | 2024 | Награда за карьерные достижения                                 | Джоан Чень                                     | Победа    | [ 33 ]        |
| Премия «Готэм»                                    | 2024 | Прорывной исполнитель                                           | Айзек Ван                                      | Номинация | [ 34 ]        |
| Ассоциация кинокритиков Вашингтона                | 2024 | Лучшее исполнение молодого актёра                               | Айзек Ван                                      | Номинация | [ 35 ]        |
| The Astra Awards                                  | 2024 | Лучший дебютный полнометражный фильм                            | Шон Ван                                        | Номинация | [ 36 ]        |
| Общество кинокритиков Сан-Диего                   | 2024 | Лучший дебютный полнометражный фильм                            | Шон Ван                                        | 2-е место | [ 37 ]        |
| Общество кинокритиков Сан-Диего                   | 2024 | Лучшее исполнение молодого актёра                               | Айзек Ван                                      | Победа    | [ 37 ]        |
| Общество кинокритиков Сан-Диего                   | 2024 | Лучшая женская роль второго плана                               | Джоан Чень                                     | 2-е место | [ 37 ]        |
| Круг кинокритиков района залива Сан-Франциско     | 2024 | Лучшая женская роль второго плана                               | Джоан Чень                                     | Победа    | [ 38 ]        |
| Общество кинокритиков Сиэтла                      | 2024 | Лучшая женская роль второго плана                               | Джоан Чень                                     | Номинация | [ 39 ] [ 40 ] |
| Общество кинокритиков Сиэтла                      | 2024 | Лучшее исполнение молодого актёра                               | Айзек Ван                                      | Победа    | [ 39 ] [ 40 ] |
| Ассоциация кинокритиков Большого Запада Нью-Йорка | 2025 | Лучшая женская роль второго плана                               | Джоан Чень                                     | Номинация | [ 41 ]        |
| Ассоциация кинокритиков Большого Запада Нью-Йорка | 2025 | Лучшая прорывная роль                                           | Айзек Ван                                      | Номинация | [ 41 ]        |
| Ассоциация кинокритиков Остина                    | 2025 | Лучший дебютный фильм                                           | Шон Ван                                        | Номинация | [ 42 ]        |
| Альянс женщин-киножурналистов                     |      | Лучшая женская роль второго плана                               | Джоан Чень                                     | Номинация | [ 43 ]        |
| AARP Movies for Grownups Awards                   |      | Лучшая женская роль второго плана                               | Джоан Чень                                     | Победа    | [ 44 ]        |
| AARP Movies for Grownups Awards                   |      | Лучший фильм для представителей разных поколений                | Младший брат                                   | Номинация | [ 44 ]        |
| Премия «Выбор критиков»                           | 2025 | Лучший молодой актер/актриса                                    | Айзек Ван                                      | Номинация | [ 45 ]        |
| Премия «Независимый дух»                          | 2025 | Лучший дебютный полнометражный фильм                            | Младший брат                                   | Победа    | [ 46 ]        |
| Премия «Независимый дух»                          | 2025 | Лучший дебютный сценарий                                        | Шон Ван                                        | Победа    | [ 46 ]        |
| Премия «Независимый дух»                          | 2025 | Лучшая роль второго плана                                       | Джоан Чень                                     | Номинация | [ 46 ]        |
| Премия «Независимый дух»                          | 2025 | Лучший монтаж                                                   | Ариэль Заковски                                | Номинация | [ 46 ]        |

### Комментарии
1. ↑  кит. Nǎi Nai — по-китайски означает «бабушка по отцовской линии».
2. ↑  Настоящая функция веб-сайта[5]